# Klaus Kraemer (Soziologe)
Klaus Kraemer (* 25. März 1962 in Iserlohn) ist ein deutscher Soziologe und Universitätsprofessor am Institut für Soziologie der Universität Graz.

## Laufbahn als Wissenschaftler
Kraemer studierte von 1983 bis 1990 Sozialwissenschaften und Geschichte an der Universität Münster und schloss mit dem Staatsexamen für das Lehramt der Sekundarstufe II ab. 1995 wurde er bei Roland Reichwein im Fach Soziologie mit einer Untersuchung zur Soziologie der Marktvergesellschaftung promoviert. Kraemers Forschungsschwerpunkte sind Wirtschaftssoziologie, Soziologie des Geldes, der Arbeit und der Finanzmärkte, Prekarisierungsforschung und soziologische Kapitalismusanalyse. Von 1995 bis 2001 war er wissenschaftlicher Geschäftsführer der gesellschaftswissenschaftlichen Sektion des Zentrums für Umweltforschung (ZUFO) der Universität Münster, danach von 2001 bis 2002 wissenschaftlicher Mitarbeiter des Transferzentrum für angepasste Technologien in Rheine. Von 2002 bis 2007 war Kraemer wissenschaftlicher Mitarbeiter des Forschungsinstituts Arbeit Bildung Partizipation (FIAB) an der Ruhr-Universität Bochum. 2007 habilitierte er sich im Fach Soziologie an der Universität Münster mit der Monografie Die soziale Konstitution von Umwelt. Nach einer Vertretungsprofessur am dortigen Institut für Soziologie wechselte er 2009 als wissenschaftlicher Angestellter an den Fachbereich Sozialwissenschaften der Universität Siegen. Seit 2010 ist Kraemer Universitätsprofessor am Institut für Soziologie der Universität Graz.
Kraemer ist Vertrauensdozent der Hans-Böckler-Stiftung.

## Publikationen (Auswahl)
- How do state authorities act under existential uncertainty? Hypotheses on the social logic of political decision-making processes during the coronavirus pandemic. In: Culture, Practice and Europeanization. Band 7, 2022, S. 5–36. doi:10.5771/2566-7742-2022-1-5
- mit L. Jakelja, F. Brugger und S. Nessel: The Social Ambiguity of Money. Empirical Evidence on the Multiple Usability of Money in Social Life. In: Review of Social Economy. Band 80, 2022. doi:10.1080/00346764.2022.2076150
- als Hrsg. mit Sascha Münnich: Ökonomischer Nationalismus. Soziologische Analysen wirtschaftlicher Ordnungen. Campus, Frankfurt am Main 2021.
- mit L. Jakelja, F. Brugger und S. Nessel: Money Knowledge or Money Myths? Results of a Population Survey on Money and the Monetary Order. In: European Journal of Sociology. Band 61, 2020, Nr. 2, S. 219-267; doi:10.1017/S0003975620000119
- Longing for a national container. On the symbolic economy of Europe’s new nationalism. In: European Societies. Band 21, 2020, Nr. 5, S. 529–554 doi:10.1080/14616696.2019.1694164
- als Hrsg. mit F. Brugger: Schlüsselwerke der Wirtschaftssoziologie. Springer VS, Wiesbaden 2017 (Reihe Wirtschaft und Gesellschaft.) 2., erweiterte Auflage ebenda 2021.
- als Hrsg. mit S. Nessel: Geld und Krise. Die sozialen Grundlagen moderner Geldordnungen. Campus, Frankfurt am Main 2015.
- als Hrsg. mit S. Nessel: Entfesselte Finanzmärkte. Soziologische Analysen des modernen Kapitalismus. Campus, Frankfurt am Main 2012.
- Propheten der Finanzmärkte. Zur Rolle charismatischer Ideen im Börsengeschehen. In: Berliner Journal für Soziologie. Band 20, 2010, Nr. 2, S. 179–201. doi:10.1007/s11609-010-0125-9
- Die soziale Konstitution der Umwelt. Springer VS Verlag für Sozialwissenschaften, Wiesbaden 2008.
- Globale Gefahrengemeinde? Zur Verteilungsrelevanz der globalen Umweltnutzung am Beispiel des Konfliktfelds Klimaschutz. In: Zeitschrift für Umweltpolitik und Umweltrecht. Beiträge zur rechts-, wirtschafts- und sozialwissenschaftlichen Umweltforschung. Band 22, 1999, S. 321–348.
- Nachhaltigkeit durch Konsumverzicht? Sustainable Development – eine soziologische Betrachtung. In: Zeitschrift für angewandte Umweltforschung. Band 10, 1997, S. 198–209.
- Der Markt der Gesellschaft. Zu einer soziologischen Theorie der Marktvergesellschaftung. Westdeutscher Verlag, Opladen 1997.